# Love in the Age of War
Love in the Age of War è il settimo album in studio del gruppo musicale canadese Men Without Hats, pubblicato il 22 maggio 2012 in Canada e il 5 giugno successivo negli Stati Uniti.

## Tracce
1. Devil Come Round – 4:05
2. Head Above Water – 3:36
3. Everybody Knows – 3:43
4. The Girl with the Silicon Eyes – 3:59
5. This War Intro – 0:27
6. This War – 4:02
7. Your Beautiful Heart – 5:04
8. Live and Learn – 4:12
9. Close to the Sun – 4:36
10. Love’s Epiphany – 4:05
11. Love in the Age of War – 3:40

## Formazione
- Ivan Doroschuk - voce, elettronica
- Mark Olexson - tastiere
- Lou Dawson - tastiere, coro
- Colin Doroschuk - coro
- James Love - chitarre